# Édubba
Édubba vagy Édubbaa (sumer 𒂍𒁾𒁀 E2-dub-ba, 𒂍𒁾𒁀𒀀 E2-dub-ba-a, akkád 𒂍𒁾𒁀 bīt ṭuppī, „a tábla háza”) a sumer alapfokú írnokiskolák egykorú neve. Az írnokképzés nem csak az írás oktatásából állt, hanem matematikai tanulmányokból is. Az innen kikerülő írnokok a közigazgatásban helyezkedtek el, vagy a templomok és paloták adminisztrációjában, tovább tanulhattak a bölcsesség házában, esetleg a következő generációkat tanította valamelyik édubbában. Az édubba a sumer művelődés központjává vált, a diákok mellett már végzett írástudók is ide jártak a teológiai és más tudományos írásokat. Az édubba csak gazdag fiatalokat tanított, egyrészt azért, mert a tandíjat ők fizethették meg, másrészt pedig azért, mert a szegények nem nélkülözhették a mindennapi munkában a gyermekeiket. Az édubbába kora reggel mentek a diákok, és estig tanultak. Lányok nem látogathatták.
Az édubba jellistái nagyon fontosak voltak az ékírás megfejtésének menetében. A különböző szempontok szerint csoportosított jelek és a hozzájük fűzött magyarázatok négyezer év elmúltával is segítették a tanulást. Az édubba képzése volt az alapja a papok, templomi énekesek és zenészek képzésének is, de őket a templomokban tanították tovább a titkos iratok segítségével. A világi előadóművészek és a bírák a palotákban tanultak tovább. Már az édubba diákjai is sokszor kaptak feladatként versírást, vagy régi iratok másolását. Egy ilyen feladat végeredménye lehet a Ninkaszi-himnusz.
Az édubbák működése nem csak a jellisták miatt fontos, hanem mert a diákok gyakorlás céljából számtalan példányban lemásolták a sumer irodalom remekeit, a legtöbb irodalmi ismeretünk az édubbák diákjainak másolataiból származik. Annak ellenére, hogy a sumer nyelv összességében még mindig tartogat rejtélyeket a nyelvészek számára, ma már a tudomány képes az írnokok helyesírási hibáinak kiszűrésére is.